# Specialisten
Specialisten, (engelska The specialist), är en amerikansk action-thriller från 1994 i regi av Luis Llosa med Sylvester Stallone och Sharon Stone i huvudrollerna. Filmen hade Sverigepremiär den 7 oktober 1994.

## Handling
Ray och Ned har fått i uppdrag av CIA att spränga en bil med en narkotikaboss. De båda blir ovänner när det visar sig att en liten flicka också färdas i bilen. Ned tvekar inte att fullfölja uppdraget, medan Ray vill avbryta.

## Om filmen
Filmen spelades in den 2 mars - 8 maj 1994 i Cookeville och Great Falls Dam i Tennessee samt i Miami och Miami Beach i Florida. Studioinspelningarna gjordes i Miami. Den hade världspremiär den 7 oktober 1994 i USA samt på 66 svenska biografer. Åldersgränsen i Sverige är 15 år.
Filmen är baserad på John Shirleys bok med samma namn.

## Rollista
- Sylvester Stallone - Ray Quick
- Sharon Stone - May Munro
- James Woods - Ned Trent
- Rod Steiger - Joe Leon
- Eric Roberts - Tomas Leon
- LaGaylia Frazier - sångerska
- Antoni Corone - skytt

## Musik i filmen
- Slip Away, skriven av Lawrence Dermer, framförd av LaGaylia Frazier.
- Mental Picture, skriven av Jon Secada och Miguel Morejon, framförd av Jon Secada.
- El baile de la vela, skriven av Juanito R. Marquez, framförd av Cheito Quinonez.
- El duro soy yo, skriven av Demetrio Tatis, framförd av Tony Tatis och Meringue Sound.
- Love Is the Thing, skriven av Lawrence Dermer, framförd av Donna Allen.
- Que Manera de Quererte, skriven av Luis Emilio Rios, framförd av Albita Rodríguez.
- Turn the Beat Around, skriven av Peter Jackson och Gerald Jackson, framförd av Gloria Estefan.
- All Because of You, skriven av Hector Gartido, framförd av The Miami Sound Machine.
- Jambala, skriven av Emilio Estefan Jr., Jorge Casas och Clay Ostwald, framförd av The Miami Sound Machine.
- El Amor, skriven av F. "Stefano" Salgado och Kike Santander, framförd av Azúcar Moreno.
- Shower Me with Love, skriven av Jon Secada och Lawrence Dermer, framförd av LaGantia Frazier.
- Real, skriven av Jon Secada och Diane Warren, framförd av Donna Allen.

## Utmärkelser
- 1995 - BMI Film Music Award - John Barry
- 1995 - Razzie Award - sämsta skådespelerska, Sharon Stone
- 1995 - Razzie Award - sämsta filmpar, Sylvester Stallone och Sharon Stone